# Pseudogeoplana gonzalezi
Pseudogeoplana gonzalezi is een platworm (Platyhelminthes). De worm is tweeslachtig. De soort leeft in of nabij zoet water.
Het geslacht Pseudogeoplana, waarin de platworm wordt geplaatst, wordt tot de familie Geoplanidae gerekend. De wetenschappelijke naam van de soort was oorspronkelijk Geoplana gonzalezi en werd gepubliceerd in 1914 door de Zwitserse parasitoloog Otto Fuhrmann. Het is een van de nieuwe soorten die hij verzamelde op zijn expeditie samen met Eugène Mayor naar Colombia in 1910. De soort werd gevonden nabij Ubaque en is genoemd naar Enrique Gonzalez uit Bogota die de onderzoekers begeleidde bij hun tocht naar de koffieplantages van Viotá.